# Aspidobracon flavithorax
Aspidobracon flavithorax är en stekelart som beskrevs av Wang, Chen och He 2007. Aspidobracon flavithorax ingår i släktet Aspidobracon och familjen bracksteklar. Inga underarter finns listade.